# UNAL-site
De Unal-site, afgeleid uit Union Allumetière, is de naam van het industriepark gelegen in de Gaverstraat in Geraardsbergen (Overboelare). Het 24 hectare groot met een klein strookje bos van 2 ha op de rechteroever van de Dender. Het was de vroegere site van de Swedish Match fabriek, of "stekskesfabriek" in de volksmond. Deze produceerde lucifers voor een deel van West-Europa. 
Vroeger bestond deze grond uit Dendermeersen en liep er nog een Dendermeander door. In de Tweede Wereldoorlog begon men er met de bouw van een grote luciferfabriek door het bedrijf Union Allumetière (Union Match). Later veranderde de naam van het bedrijf in UNAL nv en nog later in Swedish Match.
Rond de jaren 1970 begon het stilaan voordeliger te worden om de lucifers te laten produceren in lageloonlanden. In de jaren 1980 begon men al delen van de gronden te verkopen. Eind de jaren 1990 verhuisde de productie-eenheid naar Hongarije. Daardoor is deze fabriek sinds 1998 niet meer in werking. De meeste gebouwen zijn wel nog intact, maar zijn slecht onderhouden. Ook de geluids- en stofhinder begint een probleem te worden voor de omwonenden.
Het Milieufront Omer Wattez en de beweging Climaxi ijveren om dit gebied terug om te vormen tot Dendermeersen en de historische ophoging van dit vroeger overstromingsgebied ongedaan te maken, als één van de nodige duurzame maatregelen om overstromingen zoals die in november 2010 te voorkomen.